# ジョージ・ピシ
ジョージ・ピシ（George Pisi、1986年6月29日 - ）は、サモアのラグビーユニオン選手。

## プロフィール
- サモア・アピア出身[1]。
- ポジションはセンター(CTB)、フルバック(FB)。
- 身長 188cm、体重 103kg
- 兄のトゥシ、弟のケンもラグビー選手(元サモア代表)[2]。
- U21ニュージーランド代表に選ばれたことがある。
- サモア代表キャップは21（2025年4月現在）でラグビーワールドカップ2011・ラグビーワールドカップ2015のサモア代表に選ばれた[3]。

## 略歴
ノースハーバー、ブルーズ、ASMクレルモン・オーヴェルニュ、タラナキ、ノーサンプトン・セインツ、ノースハーバーを経て、2018年、フォースに加入。